# 後天性免疫不全症候群の予防に関する法律
後天性免疫不全症候群の予防に関する法律（こうてんせいめんえきふぜんしょうこうぐんのよぼうにかんするほうりつ、平成元年1月17日法律第2号）は、後天性免疫不全症候群（エイズ）の予防および後天性免疫不全症候群患者に対する適正な医療の普及に関する法律である。
1998年（平成10年）10月2日に感染症法が制定されたことにより、1999年（平成11年）4月1日に廃止された。その内容は現在、感染症法へ引き継がれている。